# Flaming Ears
Urechi în flăcări (în engleză Flaming Ears) este un film austriac experimental SF de fantezie cu teme LGBT din 1992 regizat de A. Hans Scheirl (un artist transgender), Ursula Pürrer și Dietmar Schipek care au apărut și ca actori în rolurile principale. Acțiunea filmului are loc în orașul fictiv ars Asche în anul 2700 și urmărește viețile încâlcite a trei personaje: o artistă de benzi desenate pe nume Spy, o piromană pe nume Volley și o extraterestră enigmatică mâncătoare de reptile pe nume Nun.
O restaurare a filmului a fost lansată în cinematografe la 16 noiembrie 2022. Flaming Ears restaurat a fost reconstruit după copii ale filmului, deoarece negativele originale și înregistrările sonore care s-au pierdut.

## Rezumat
Plasată în anul 2700 în orașul fictiv ars Asche, povestea urmărește viețile încâlcite a trei personaje. Spy este o artistă de benzi desenate ale cărui tipografii sunt arse de Volley, o piromană excitat sexual. Căutând răzbunare, Spy merge la  clubul de lesbiene unde Volley cântă în fiecare seară. Înainte de a putea intra, Spy este bătută și lăsată rănită pe străzi. Ea este găsită de Nun, un extraterestru amoral într-un costum roșu de plastic, care trăiește cu o dietă de șobolani și reptile din plastic și, de asemenea, se întâmplă să fie iubitul lui Volley. Nun o ia acasă pe Spy care este rănită și trebuie s-o ascundă de Volley.

## Distribuție
- Susana Helmayr - Spy
- Ursula Pürrer -	Volley
- A. Hans Scheirl -	Nun, o extraterestră enigmatică mâncătoare de reptile
- Margarete Neumann -	M
- Gabriele Szekatsch -	Blood
- Anthony Escott - Man	with Cactus
- Luise Kubelka - Girl
- Dietmar Schipek -	Corpse Washer
- Heiderose Hildebrand	- Tailor
- Sabine Perthold -	Tolisa
- Norbert Gmeindl -	Explosive Dealer
- Bella Gmeindl -	Explosive Dealer
- Billa Gmeindl -	Explosive Dealer
- Karin Melton - Club	Bouncer
- Monika Bernold -	Club Bouncer
- Birge Krondorfer -	Vampire
- Arleen Schloss -	Passerby
- Birgit Langenberger,	Julia Kordina, Gabi Mattes, Gerda Ambros, Ulli Sladek, Gabi Prosek,	Brigitta Palkner, Brigitte Luise Roth, Karin Rick, Liselotte Brodil,	Bea Sommersguter, Ingrid Kaindl, Uli Aigner, Jana Cejpek, Gudrun	Kampl, și Andrea Witzmann – Persoane din cluburi

## Stil și producție
Flaming Ears a fost filmat în format Super 8 și folosește extensiv miniaturile, animația stop-motion și pictura mată. Filmul are o distribuție mică și un buget redus. Regizorii și scenariștii filmului apar, de asemenea, în film ca actori.